# Chlum (Orlická tabule, 343 m)
Chlum je 343 m n. m. vysoký vrch v okrese Rychnov nad Kněžnou Královéhradeckého kraje. Leží asi 1 km severozápadně od obce Čestice na katastrálním území vsi Rašovice.

## Geomorfologické zařazení
Geomorfologicky vrch náleží do celku Orlická tabule, podcelku Třebechovická tabule a okrsku Opočenský hřbet.